# Club Joventut de Badalona 1990-1991
Questa voce raccoglie le informazioni riguardanti il Club Joventut de Badalona nelle competizioni ufficiali della stagione 1990-1991.

## Stagione
La stagione 1990-1991 del Club Joventut de Badalona è la 35ª nel massimo campionato spagnolo di pallacanestro, la Liga ACB.

## Roster
Aggiornato al 23 gennaio 2025.
| Montigalà Joventut Badalona 1990-91 | Montigalà Joventut Badalona 1990-91 |
| Giocatori                           | Staff tecnico                       |
| ----------------------------------- | ----------------------------------- |

| N. | Naz.                   | Ruolo | Nome                 | Anno | Alt.   | Peso   |  |
| -- | ---------------------- | ----- | -------------------- | ---- | ------ | ------ |  |
| 4  | Spagna (bandiera)      | C     | Carlos Ruf           | 1969 | 210 cm |        |  |
| 5  | Spagna (bandiera)      | P     | Rafael Jofresa       | 1966 | 183 cm | 81 kg  |  |
| 6  | Spagna (bandiera)      | P     | Tomás Jofresa        | 1970 | 184 cm | 80 kg  |  |
| 8  | Spagna (bandiera)      | G     | Jordi Villacampa (C) | 1963 | 196 cm | 90 kg  |  |
| 9  | Spagna (bandiera)      | GA    | Jordi Pardo          | 1968 | 192 cm |        |  |
| 10 | Stati Uniti (bandiera) | AG    | Corny Thompson       | 1960 | 203 cm | 102 kg |  |
| 11 | Stati Uniti (bandiera) | AP    | Harold Pressley      | 1963 | 202 cm | 91 kg  |  |
| 12 | Spagna (bandiera)      | C     | Juan Antonio Morales | 1969 | 211 cm | 108 kg |  |
| 13 | Spagna (bandiera)      | C     | Ferrán Martínez      | 1968 | 212 cm | 110 kg |  |
| 13 | Spagna (bandiera)      | C     | Jordi Oms            | 1973 | 202 cm |        |  |
| 14 | Spagna (bandiera)      | P     | Ferran López         | 1971 | 188 cm |        |  |
| 15 | Spagna (bandiera)      | C     | Jordi Llorens        | 1973 | 202 cm |        |  |
| 15 | Spagna (bandiera)      | A     | Oscar Alarcón        | 1972 | 197 cm |        |  |

| Allenatore                                                           |
| - Lolo Sainz                                                         |
| Assistente/i                                                         |
| - Randy Knowles Legenda - (C) Capitano - (IN) Inattivo - Infortunato |

## Mercato

### Sessione estiva
| Acquisti | Acquisti        | Acquisti         | Acquisti   | Acquisti |
| R.a      | Nome            | da               | Modalità   |          |
| -------- | --------------- | ---------------- | ---------- | -------- |
| G        | Jordi Pardo     | Girona           | definitivo |          |
| AP       | Harold Pressley | Sacramento Kings | definitivo |          |
| AG       | Corny Thompson  | Pall. Varese     | definitivo |          |
| C        | Ferrán Martínez | Barcellona       | definitivo |          |

| Cessioni | Cessioni             | Cessioni        | Cessioni       | Cessioni |
| R.       | Nome                 | a               | Modalità       |          |
| -------- | -------------------- | --------------- | -------------- | -------- |
| PG       | José Antonio Montero | Barcellona      | fine contratto |          |
| AP       | Josep María Margall  | Girona          | fine contratto |          |
| AP       | Antonio Medianero    | Manresa         | fine contratto |          |
| A        | Dani Pérez           | Manresa         | fine contratto |          |
| AG       | Reggie Johnson       | Pall. Trapani   | fine contratto |          |
| C        | Lemone Lampley       | Mens Sana Siena | fine contratto |          |
| C        | Pere Remón           | Andorra         | fine contratto |          |